# María Elisa Quinteros

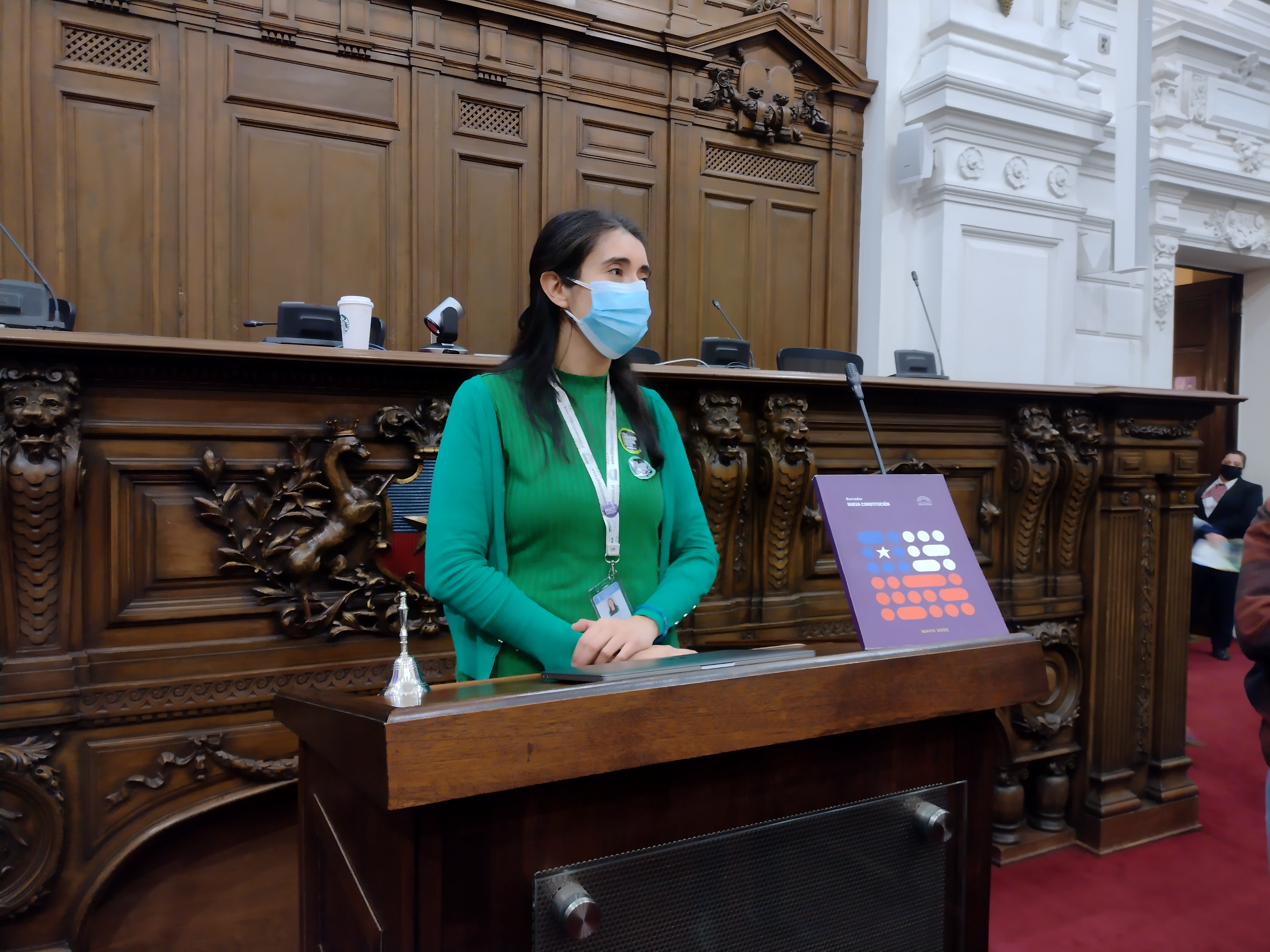
María Elisa Quinteros junto al primer borrador de la nueva Constitución en el hemiciclo de la Convención. Imagen tomada en el Día de los Patrimonios 2022

María Elisa Quinteros Cáceres (Talca, 20 de diciembre de 1981) es una odontóloga, cirujana dentista,  epidemióloga, investigadora y política chilena. Fue integrante de la Convención Constitucional en Chile desde julio de 2021 hasta julio de 2022 en representación del distrito n.° 17 (Maule Norte). El 5 de enero de 2022 fue elegida como presidenta de esa corporación finalizando en julio de ese año cuando fue disuelta después de presentar el proyecto de nueva constitución que fue rechazado en septiembre de ese año.

## Familia y estudios
Nació el 20 de diciembre de 1981 en la comuna de Talca; hija de Ariel Quinteros y Patricia Cáceres. Realizó sus estudios primarios en el colegio María Mazzarello en Talca. Luego, continuó los secundarios en el Liceo Abate Molina de la misma ciudad. En 2006, efectuó estudios superiores conducentes a la licenciatura en odontología y título de cirujano dentista por la Universidad de Talca, Chile.
Entre sus postítulos y posgrados figuran:
- 2008: Diplomado salud pública internacional en la Escuela Nacional de Sanidad, Madrid, España.
- 2011: Diplomado gestión sondical en la Universidad Santo Tomás, Chile.
- 2012: Diplomado de salud ocupacional en la Universidad de Chile, Chile.
- 2013: Magíster en salud pública, área profundización epidemiología en la Escuela de Salud Pública de la Universidad de Chile, Chile.
- 2013: Estudios de Progress to profiency—Advanced en la English and Foreign Languages University de Hyderabad, India;
- 2013: Diplomado en enseñanza superior basado en competencias en la Universidad de Talca, Chile.
- 2018: Estudios en Epidemiología, Educational European Program in Epidemiology, Florencia, Italia.
- 2017-2018: Pasantía en el ISGlobal Institute for Health Barcelona, España y en la Universidad de Birmingham, Birmingham, Reino Unido.
- 2019: Doctorado en salud pública de la Universidad de Chile, Escuela de Salud Pública, Universidad de Chile, Chile;[5] con la tesis denominada Medio Ambiente y Embarazo: un análisis espacial en Temuco.
- 2020: Diplomado en gerontología y geriatría en la Universidad Católica del Maule, Talca, Chile.

## Carrera profesional y académica
Desde 2007 hasta 2015, trabajó en el Departamento de Salud Municipal de Hualañé, en diversos programas: dental, promoción, del niño y niña, adolescente, atención domiciliaria, capacitación; donde asumió los cargos de directora de posta y presidenta de la Asociación de funcionarios de la Salud Municipalizada (AFUSAM).
Ha sido académica y docente en el Departamento de Salud Pública de la Facultad de Ciencias de la Salud de la Universidad de Talca; en el Diplomado en Gestión de la calidad del aire y control de la contaminación atmosférica, de la Universidad de Santiago de Chile; en el Magíster en Salud Pública, de la Universidad Católica del Maule; y en el Diplomado Salud Pública, de la Universidad de Talca, donde también ejerce como directora.

### Investigación
Desde 2015 trabaja en epidemiología ambiental, perinatal y reproductiva, siendo su área de interés la gestación, contaminación del aire y el espacio verde. Así también, incorpora entre sus líneas de investigación la odontología sustentable.
Fue coinvestigadora del Proyecto FONIS SA0069 2019-2020 sobre «Incremento ponderal gestacional excesivo: análisis de tendencia y geo-espacial en una década (2009-2018) para el diseño de orientaciones técnicas en gestantes de la conurbación Temuco-Padre las Casas».
Asimismo, participó en los proyectos «Impact of Wood Burning Air Pollution on Preeclampsia and Other Pregnancy Outcomes in Temuco, Chile” (2015-2017); y «Apoyo al desarrollo de proyectos de investigación» de PCI-Conicyt y Newton-Picarte-Fund UK, en colaboración con Universidad de Birmingham, UK.
Participó en el programa «Regional Development Program for training in research methods and oral health surveys and the assessment of oral health in the Chilean Division IADR» (2011) de la International Association for Dental Research (IADR), Universidad de Talca y la University of Melbourne.

## Carrera política
Se presentó como candidata independiente por la Asamblea Popular por la Dignidad, por el Maule Norte que incluye comunas de Constitución, Curepto, Curicó, Empedrado, Hualañé, Licantén, Maule, Molina, Pelarco, Pencahue, Rauco, Río Claro, Romeral, Sagrada Familia, San Clemente, San Rafael, Talca, Teno y Vichuquén (distrito n° 17), resultando electa como constituyente el 16 de mayo de 2021. La Asamblea Popular por la Dignidad fue la primera fuerza política independiente en el distrito con 33.548 votos, obteniendo María Elisa 12.485 votos.
Dentro de la Convención Constitucional integró la comisión transitoria de Ética, donde fue elegida coordinadora de dicha instancia junto a Marcos Barraza. Tras la aprobación del reglamento de la Convención, en octubre de 2021, se incorporó a la comisión temática de Derechos Fundamentales. El 18 de enero de 2022 comunicó que dejaba esta instancia, dejando en su reemplazo a Bastián Labbé, para formar parte de la Comisión Forma de Estado, Ordenamiento, Autonomía, Descentralización, Equidad, Justicia Territorial, Gobiernos Locales y Organización Fiscal. El 27 de agosto de 2021 fue una de las creadoras del colectivo «Movimientos Sociales Constituyentes» (MSC), grupo de trabajo que reúne a convencionales constituyentes independientes.
En la sesión del Plenario de la Convención Constitucional del 5 de enero de 2022 fue elegida como presidenta de corporación con 78 votos. El proceso se extendió por dos días, ya que tras ocho votaciones, ninguno de los candidatos había logrado los votos necesarios. Sucedió en la presidencia a Elisa Loncón, cuyo periodo debía finalizar tras seis meses por disposición del reglamento del órgano constituyente.

## Distinciones
- 2020: The Thesis of the Year, Global Challenges University Alliance (GCUA 2030).[20]
- 2015: Becaria Doctorado Nacional, Conicyt, Chile.[4]

## Publicaciones
Nota: Esta es una lista de los trabajos científicos más citados de la investigadora; para revisar el listado completo revise el perfil del investigador en Google Scholar.
- Duane, Brett; Dixon, Jonathan; Ambibola, Giwa; Aldana, Clara; Couglan, James; Henao, Daniel; Daniela, Timus; Veiga, Nélio et al. (2021-08). «Embedding environmental sustainability within the modern dental curriculum— Exploring current practice and developing a shared understanding». European Journal of Dental Education (en inglés) 25 (3): 541-549. ISSN 1396-5883. doi:10.1111/eje.12631. Consultado el 5 de enero de 2022.
- Quinteros Cáceres, María Elisa (16 de agosto de 2019). «Controversias del uso de agua potable fluorada». Estudios Atacameños (62): 213-222. doi:10.22199/issn.0718-1043-2019-0013. Consultado el 5 de enero de 2022.
- Quinteros, María Elisa; Lu, Siyao; Blazquez, Carola; Cárdenas-R, Juan Pablo; Ossa, Ximena; Delgado-Saborit, Juana-María; Harrison, Roy M.; Ruiz-Rudolph, Pablo (2019-03). «Use of data imputation tools to reconstruct incomplete air quality datasets: A case-study in Temuco, Chile». Atmospheric Environment (en inglés) 200: 40-49. doi:10.1016/j.atmosenv.2018.11.053. Consultado el 5 de enero de 2022.
- Escuela de Salud Pública, Universidad de Chile, Chile; Quinteros, María Elisa; Departamento de Salud Pública, Facultad de Ciencias de la Salud, Universidad de Talca, Chile (12 de agosto de 2016). «Bioethical considerations about water fluoridation: a critical review». Journal of Oral Research 5 (5): 200-206. doi:10.17126/joralres.2016.044. Consultado el 5 de enero de 2022.
- Quinteros, María E; Nuñez Franz, Loreto (2014-12). «Salud Oral en Adultos Mayores Postrados». International journal of odontostomatology (en inglés) 8 (3): 337-343. ISSN 0718-381X. doi:10.4067/S0718-381X2014000300004. Consultado el 5 de enero de 2022.
- Quinteros, Maria E.; Cáceres, Dante D.; Soto, Alex; Mariño, Rodrigo J.; Giacaman, Rodrigo A. (2014-10). «Caries experience and use of dental services in rural and urban adults and older adults from central Chile». International Dental Journal (en inglés) 64 (5): 260-268. doi:10.1111/idj.12118. Consultado el 5 de enero de 2022.

## Historial electoral

### Elecciones de convencionales constituyentes de 2021
- Elecciones de convencionales constituyentes de 2021, para convencional constituyente por el distrito 17 (Curicó, Hualañé, Licantén, Molina, Rauco, Romeral, Sagrada Familia, Teno, Vichuquén, Talca, Constitución, Curepto, Empedrado, Maule, Pelarco, Pencahue, Río Claro, San Clemente y San Rafael)[22]

| Candidato                     | Pacto                            | Partido     | Votos  | %     | Resultados   |
| ----------------------------- | -------------------------------- | ----------- | ------ | ----- | ------------ |
| Roberto Celedón Fernández     | Apruebo Dignidad                 | Ind-FRVS    | 23.405 | 10,28 | Convencional |
| Bárbara Rebolledo Aguirre     | Vamos por Chile                  | Ind-Evópoli | 18.094 | 7,95  | Convencional |
| María Elisa Quinteros Cáceres | Asamblea Popular por la Dignidad | Ind         | 12.495 | 5,49  | Convencional |
| Alfredo Moreno Echeverría     | Vamos por Chile                  | Ind-UDI     | 11.334 | 4,98  | Convencional |
| Christian Viera Álvarez       | Lista del Apruebo                | Ind-DC      | 9.161  | 4,02  | Convencional |
| Antonio Walker Prieto         | Vamos por Chile                  | Ind-Evópoli | 8.739  | 3,84  |              |
| Elsa Labraña Pino             | La Lista del Pueblo              | Ind         | 7.375  | 3,24  | Convencional |
| Paola Grandón González        | Apruebo Dignidad                 | FRVS        | 1.199  | 0,53  | Convencional |